# Terry (Hund)

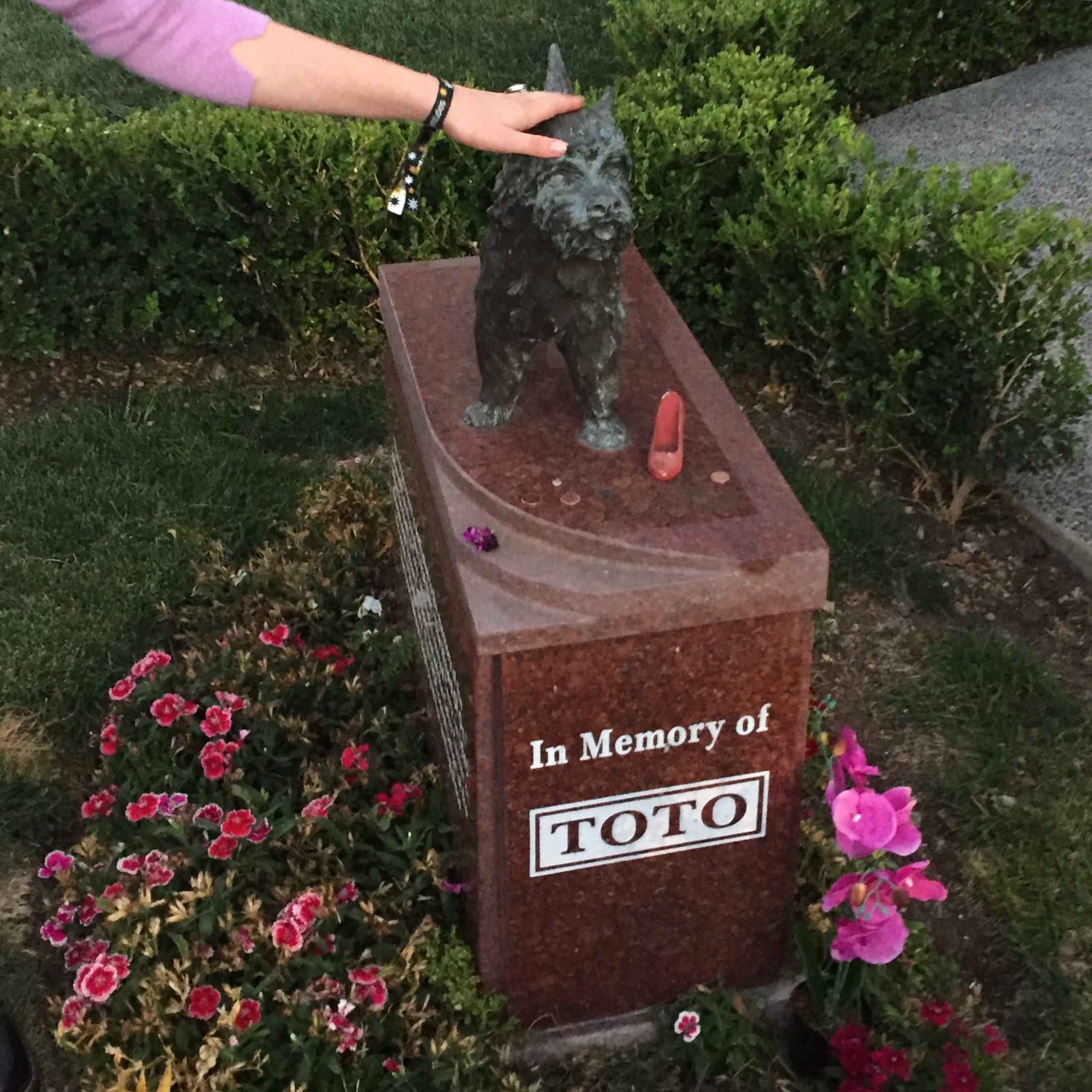
Denkmal für Terry alias „Toto“ auf dem Hollywood Forever Cemetery

Terry (* 17. November 1933 in Altadena; † 1944 oder 1945) war eine Cairn-Terrier-Hündin, die in zahlreichen Filmen auftrat. Bekannt wurde die Hündin durch ihren Auftritt als „Toto“ im Filmklassiker Der Zauberer von Oz (1939).

## Leben
Terry wurde in Kalifornien geboren und gehörte zunächst einem kinderlosen Ehepaar in Pasadena. Nachdem der junge Hund nicht stubenrein zu bekommen war, übergaben die Besitzer das Tier dem Hundetrainer Carl Spitz, der eigentlich auf die Ausbildung von Show- und Filmhunden spezialisiert war. Spitz gelang es schnell, Terry wie gewünscht zu erziehen, doch ihre Besitzer hatten mittlerweile kein Interesse mehr an ihr und bezahlten auch die Rechnung nicht, sodass die Hündin in Spitz’ Besitz blieb.
Spitz trainierte schließlich auch Terry als Filmhund. Sie trat in mehr als zehn Hollywoodfilmen auf, darunter in Lachende Augen (1934) mit Shirley Temple und in Der Zauberer von Oz, wo sie den Hund Toto spielte. Dorothy, Totos Besitzerin, wurde von Judy Garland verkörpert. Eine der schwierigsten Szenen für die Hündin war eine Szene, in der sie sich auf einer sich öffnenden Zugbrücke aufhalten musste. Mit 125 US-Dollar pro Woche erhielt Terry eine höhere Gage als viele Schauspieler, die an der Produktion mitwirkten – etwa die von Leopold von Singer zusammengestellte Truppe Singer’s Midgets, die die Munchkins spielte. Während der Dreharbeiten wurde ihr durch einen Schauspieler, der versehentlich auf sie trat, ein Fuß gebrochen. Nachdem sie durch den Film allgemein als Toto bekanntgeworden war, wurde ihr Name 1942 offiziell geändert.
Carl Spitz begrub Terry nach ihrem Tod angeblich auf seiner Farm in der Studio City. Das Grab fiel dem Bau des Ventura Freeways im Jahr 1958 zum Opfer. Anderen Quellen zufolge wurde der Hund nach seinem Ableben ausgestopft und später versteigert.
Willard Carroll, der möglicherweise die weltweit größte Sammlung von Oz-Memorabilien besitzt, schrieb eine „Autobiographie“ Terrys aus der Sicht des Hundes. Sie trägt den Titel I, Toto. The Autobiography of Terry, the Dog Who Was Toto.
Seit 2011 befindet sich auf dem Hollywood Forever Cemetery ein Denkmal für Terry.

## Filmografie
- 1934: Ready for Love
- 1934: Lachende Augen (Bright Eyes)
- 1935: Der Weg im Dunkel (The Dark Angel)
- 1936: Blinde Wut (Fury)
- 1938: Der Freibeuter von Louisiana (The Buccaneer)
- 1938: Stablemates
- 1939: Der Zauberer von Oz (The Wizard of Oz)
- 1939: Die Frauen (The Women)
- 1939: Bad Little Angel
- 1940: Calling Philo Vance
- 1940: Cinderella’s Feller
- 1941: The Chocolate Soldier
- 1942: Twin Beds
- 1942: Unser trautes Heim (George Washington Slept Here)
- 1942: Tortilla Flat